# Mammuthus lamarmorai
Mammuthus lamarmorai es una especie extinta miembro del género de elefántidos Mammuthus, el cual vivió entre mediados a finales del Pleistoceno, hace entre 450 000 a quizás 40 000 años en la isla de Cerdeña (Italia). Alcanzaba una altura a la cruz de apenas 1.4 metros y pesaba cerca de 750 kg. Este mamut pigmeo ha sido hallado principalmente en los sedimentos de grano fino de la parte occidental de la isla.

## Características
Se han hallado varios restos fósiles de Mammuthus lamarmorai, los cuales incluyen tanto restos craneales como dentales así como piezas del esqueleto postcraneal; No obstante, hasta ahora no se conoce ningún esqueleto completo. Este era un tipo de mamut enano. De los pocos molares conocidos solo uno corresponde al molar más posterior. Este mide 13 centímetros de largo y 6.9 centímetros de ancho, con al menos once crestas en el esmalte. Un húmero encontrado alcanza una longitud de 46 centímetros. Los pocos fragmentos de colmillo hallados muestran un diámetro máximo de apenas 3.5 centímetros. La longitud del fémur indica una altura al hombro de 1.4 a 1.5 metros. El peso de esta especie probablemente no sobrepasaba los 750 kilogramos. El pequeño tamaño de Mammuthus lamarmorai sería causado por el enanismo insular, el cual ocurrió cuando sus ancestros continentales de gran tamaño alcanzaron Cerdeña y debido a la escasez de comida y la carencia de depredadores potenciales acabaron reduciendo su tamaño.

## Descubrimiento
Muchos hallazgos de Mammuthus lamarmorai se han producido en la costa de la zona occidental de la isla de Cerdeña, y en general se componen de dientes aislados, aunque a veces aparecen junto a restos del esqueleto. Los fósiles más importantes proceden de Funtana Morimenta, una cantera al sursudoeste de Gonnesa en el valle del río Morimenta en donde han sido descubiertos desde finales del siglo XIX. Estos fósiles se hallan en la cuenca Funtana-Morimenta, la cual está compuesta por una formación sedimentaria eólica que se localiza bajo estratos dominados por una unidad de rocas conglomeradas (el conglomerado tirrénico). Esta formación rocosa está ampliamente extendida por toda la costa oeste de Cerdeña y se atribuyen generalmente al último período interglacial que es conocido para la región del norte de los Alpes con el término Eemiense (hace 126 000-115 000 años). Estos hallazgos incluyen principalmente elementos de la columna vertebral y de las extremidades, e incluye entre otras cosas, un pie completo, una mano casi completa, el húmero y el cúbito, así como los restos de colmillos. Todos estos resto probablemente corresponden a un único individuo. Otros hallazgos son conocidos de San Giovanni di Sinis cerca de Oristán, en donde se encontró un molar el cual fue depositado antes de los sedimentos del Eemiense, así como un molar adicional de Campu Giavesu en Sassari, el cual es sin embargo significativamente más grande. Hallazgos del Pleistoceno superior, los cuales incluyen un buen número de dientes proceden principalmente de Tramariglio cerca de la ciudad de Alghero y provienen de sedimentos eólicos, situados por encima del conglomerado tirrénico.

## Clasificación
Mammuthus lamarmorai es un representante de los mamuts, los cuales están cercanamente relacionados con el elefante asiático actual (Elephas maximus). La existencia de estos mamuts isleños desde fines del Pleistoceno medio implica que es muy improbable que sean descendientes del clásico mamut lanudo (Mammuthus primigenius), dado que este último solo apareció en Europa hasta finales del Pleistoceno. Antes de este, en el continente solo estaba presente el mamut de la estepa (Mammuthus trogontherii). Es muy probable que sea el antepasado de Mammuthus lamarmorai, ya que también posee molares con solo once crestas relativamente delgadas, un rasgo mucho más arcaico comparado con el mamut lanudo, que contaba con hasta 26 crestas. Además del mamut pigmeo de Creta (Mammuthus creticus), M. lamarmorai es el único mamut enano conocido de las islas del Mediterráneo, las cuales solían ser ocupadas por especies enanas del género Palaeoloxodon (antes clasificado en Elephas).
La primera descripción científica de la especie fue publicada en 1883 por Charles Immanuel Forsyth Major, quien usó el nombre Elephas lamarmorae. Él no publicó ilustraciones, pero sugirió un claro vínculo de esta especie con el mamut del sur (Mammuthus meridionalis), el cual a su vez denominó como Elephas meridionalis debido a sus similitudes. Estos restos se hallaron en la cantera Funtana Morimenta y se encuentran alojados en las colecciones del Museo de Historia Natural de Basilea, en donde fueron depositados personalmente por Major. Gracias a los hallazgos de dientes hechos desde mediados del siglo XX, se hizo clara la cercana conexión con los mamuts, razón por la cual prevaleció el nombre Mammuthus lamarmorae. Como resultado de la adaptación a las reglas de la ICZN se hizo en 2012 una enmienda al nombre, el cual cambia a Mammuthus lamarmorai como nombre válido de la especie. El nombre de la especie, lamarmorai, es en honor del general y naturalista sardo Alberto La Marmora (1789-1863), quien ya en 1858 investigó los restos de Funtana Morimenta.

## Filogenia
El origen de Mammuthus lamarmorai aún es relativamente incomprendido - los hallazgos más antiguos datan de la última parte del Pleistoceno medio, los cuales están asociados a los del ciervo pequeño Praemegaceros cazioti, y por tanto de cerca de 450 000 años. La colonización de Cerdeña por el mamut de la estepa debió producirse en algún momento en la transición del Pleistoceno temprano al inicio del Pleistoceno medio. Probablemente esto ocurrió durante los períodos glaciales del Pleistoceno en los cuales el nivel del mar descendió en todo el globo debido a la aparición de grandes capas de hielo continentales, y los animales podrían alcanzar la isla nadando. No es claro si las poblaciones de mamuts de la isla descienden de una única migración que alcanzó Cerdeña; el diente de gran tamaño hallado en Campu Giavesu hace posible pensar que hubo varias olas de migración, como ya ha sido observado en las formas enanas del género Palaeoloxodon en las islas mediterráneas de Sicilia y Malta.